# Обиколка на Франция
Обиколката на Франция (на френски: Tour de France), наричан също с френското си име „Тур дьо Франс“, е най-престижното колоездачно състезание в света.
Провежда се на територията на Франция и съседните ѝ държави през месец юли. Състезанието се провежда около 3 седмици и всеки ден се преминава определен етап (с изключение на дните за почивка). Победител в обиколката става колоездачът, завършил целия тур с най-добро време. Тур дьо Франс, Джирото (Обиколката на Италия) и Вуелтата (Обиколката на Испания) са най-престижните колоездачни състезания, записани в международния колоездачен съюз (UCI), и формират т.нар. „3 гранд тура“. През 2013 г. се провежда юбилейното 100-тно издание на „Тур дьо Франс“.
Състезанието се провежда на етапи, като след всеки етап участниците се класират според времето си и във временното и крайното класиране времената им се събират и се получава общото време, с което се класират спрямо другите участници. Етапите са на равен или на планински терен, като планинските етапи са в Алпите или Пиренеите (всички са на асфалт). Маршрутът е различен всяка година, като в периода 1975 - 2023 г. финалът винаги е на Шанз-Елизе в Париж.
Водачът в общото класиране (състезателят с най-бързо време) носи т.нар. жълта фланелка, която показва, че е лидер. Отделно има класация по точки (за спринтьорите), класация за най-добър катерач, за най-добър млад състезател (под 25 г.) и отборна класация.
Всеки колоездач участва в обиколката заедно със своя отбор, което прави състезанието по скоро отборна надпревара, отколкото чисто индивидуална. Отборите, участващи в обиколката, са от 20 до 22 с по 9 колоездача всеки. Смени на колоездачи не са разрешени. Тимовете получават право на участие само чрез покана от организаторите. Всеки отбор носи името на своя спонсор, който също така е изписан на екипите им. Поканените отбори почти винаги са най-добрите и качествени в света. Организаторите си запазват правото да не разрешат на определен колоездач да вземе участие и да помолят определен отбор да напусне надпреварата. Такива прецеденти се случват най-често поради допинг скандали.

## История
Обиколката на Франция е създадена през 1903 г.
В основите на създаването ѝ е конкуренцията между два от тогавашните спортни ежедневници – „Ото“ (дн. „Екип“) и „Вело“. Журналистите от „Ото“ търсят начин да продават повече вестници за сметка на „Вело“, чийто тираж е 80 000 на ден. Млад журналист от „Ото“ на име Жео Льофевр предлага да организират колоездачна обиколка на Франция. Така на 1 юли 1903 г. е даден стартът на първия „Тур дьо Франс“ с обща дължина 2428 км.
През 1904 г. първите четирима биват дисквалифицирани заради използването на преки пътища или вземането на автомобил.
Въпреки че през първите години екипировката и условията като цяло са на ниско ниво и състезателите сами ремонтират велосипедите си, интересът към състезанието е много висок. 130 000 екземпляра са продадени от „Ото“ в деня на финала на Шанз-Елизе.
За да поддържат интереса висок през годините, се правят множество подобрения, които приближават обиколката до съвременния ѝ вид. Така например през 1919 г. е въведена жълтата фланелка, която да отличава водача във временното класиране. Постепенно етапите са скъсени като време и увеличени като бройка, въвеждат се фирмените отбори, бягането по часовник, отборните бягания и др.
През 1910 г. за пръв път се провежда планински етап в Пиренеите.
По време на двете световни войни обиколката на Франция не се провежда.
След Втората световна война през 1947 г. обиколката е възобновена и се организира от наследника на „Ото“ – „Екип“.
70-те години на ХХ век са белязани от доминацията на Еди Меркс, който печели Тура 5 пъти.
Към 2024 г. компанията Amaury Sport Organisation (A.S.O.) притежава правата върху състезанието. Според неофициални оценки приходите от Обиколката на Франция възлизат на 150 милиона евро годишно.

## Класиране
. Съставят се отделни класирания според вида етап, който някой колоездач е спечелил:
- Жълта фланелка – водач в общото класиране по време
- Зелена фланелка – водачът в класирането по точки (за спринтьори). Точки се печелят при междинни спринтове и при края на всеки етап
- Фланелка на червени точки – носи се от най-добрия катерач. Точките за класирането се дават според категорията на изкачването
- Бяла фланелка – носи се от най-добре представилият се в генералното класиране колоездач до 25 години

## Етапи
Съвременният вид на обиколката на Франция се състои от 21 етапа.

### Голямото начало
Различни градове, включително извън Франция, се редуват за домакинството на „голямото начало“ (от френски: Grand Départ) на състезанието. През 2024 г. за първи път Обиколката на Франция започва от Италия, Флоренция; през 2023 г. стартът е в Билбао, Испания.

### Масов старт
Повечето стартове са от този тип, като всички колоездачи стартират заедно. Eтапите са определени като „планински“, „хълмист“ или „равен“.

#### Планински етапи
В Обиколката на Франция е известна с някои стръмни и трудни планински етапи. Традиционно състезанието преминава през две планини – Алпите и Пиренеите. Едни от най-известните планински етапи са преминаването на Алп д'Юез, Мон Ванту и Кол дю Турмале. Именно в тези етапи стават и най-големите размествания в генералното класиране поради голямото разкъсване между различните колоездачи.

### Индивидуално бягане по часовник
Първото бягане по часовник е проведено през 1934 г. с дължина 80 км.

### Отборно бягане по часовник
Отборите карат сами за време. Взема се времето на 5-ия състезател от групата колоездачи.

### Специални етапи
Финалният етап от 1975 г. е обиколки на Шанз-Елизе, като негласно в него състезателите не се атакуват и на практика победителят е вече известен от предния етап.

## Рекорди
Най-много победи
- по 5 победи: Еди Меркс (1969, 1970, 1971, 1972, 1974), Жак Анкетил (1957, 1961, 1962, 1963, 1964), Бернар Ино (1978, 1979, 1981, 1982, 1985), Мигел Индураин (1991, 1992, 1993, 1994, 1995).

Най-много етапни победи (състезател)
- 34 – Еди Меркс  Белгия

Най-много етапни победи (държава)
- 696 –  Франция

Най-много участия
- 17 – Стюарт О'Грейди  Австралия, Йенс Фойт  Германия, Джордж Хинкап  САЩ

## Интересни факти
- Най-високата средна скорост по време на обиколката е 41,7 km/h (2005), а най-ниската – 24,1 km/h (1919)[6]
- Най-високата средна скорост в етап е 57,7 km/h, която е постигната при отборно бягане по часовник
- Най-малката разлика между първия и втория в крайното класиране е през 1989 г. – 8 секунди[7]
- 3-ма състезатели са печелили по 8 етапа в една година – Еди Меркс, Фреди Мартенс и Чарлз Пелисие
- Най-младият състезател, печелил етап от Обиколката на Франция, е Фабио Батесини – той е на 19 години (1931)
- Еди Меркс е рекордьор по носене на жълтата фланелка – 96 пъти
- През 1990 г. Грег Лемонд печели Тура, без да спечели нито един етап[8]
- През 1926 г. обиколката с дължина рекордните 5745 км, докато най-късата обиколка е през 1904 г. – 2388 км
- В 1919 г. само 10 състезатели финишират обиколката
- През 20-те години на 20 век преди някои планински етапи състезателите си споделяли и пушели цигари, като смятали, че това отваря дробовете им
- Средният разход на енергия за ден на състезател е около 5900 калории, като за сравнение на нормален мъж са необходими дневно около 2500 калории

## Допинг скандали и инциденти
Допингът е част от Обиколката на Франция още от нейното създаване през 1903 г. В началните години състезателите използват алкохол, за да намалят болката след етапите. През годините има много допинг скандали, като дори легендарният Еди Меркс е замесен в няколко от тях, но по това време без особени последствия. Безспорно най-големият скандал са 7-те отнети титли на Ланс Армстронг . След наказанието, запитан от журналисти, дали има претенции към първите места от Тура, колоездачът Ян Улрих заявява, че по това време всички са използвали допинг. До скандал се стига и относно позитивният допинг тест на Алберто Контадор от 2010 г. Сянка на съмнение е хвърлена и върху победителя от 2015 г. Кристофър Фрум, след като той пропуска допинг тест, защото е на почивка със съпругата си в Италия.

Фатални инциденти също стават по време на Тур дьо Франс. 4-ма състезатели са починали по време на състезание през годините, а също така са се случвали инциденти (някои, от които фатални) покрай трасето, свързани със сервизните мотори и др.

## Статистика

### Победи
Състезатели с по 7 победи:
- САЩ: Ланс Армстронг (отнети)

Състезатели с по 5 победи:
- Франция: Жак Анкетил
- Белгия: Еди Меркс
- Франция: Бернар Ино
- Испания: Мигел Индураин

Състезатели с по 4 победи:
- Великобритания: Кристофър Фрум
- Словения: Тадей Погачар

Състезатели с по 3 победи:
- Франция: Луизон Бобе
- Белгия: Филип Тис
- САЩ: Грег Лемонд

### Победи по нации
| Държава        | Брой състезатели с победи | Брой победи |
| -------------- | ------------------------- | ----------- |
| Франция        | 21                        | 36          |
| Белгия         | 10                        | 18          |
| Испания        | 7                         | 12          |
| Италия         | 7                         | 10          |
| Люксембург     | 4                         | 5           |
| Великобритания | 3                         | 6           |
| САЩ            | 1                         | 3           |
| Нидерландия    | 2                         | 2           |
| Швейцария      | 2                         | 2           |
| Словения       | 1                         | 4           |
| Дания          | 1                         | 1           |
| Германия       | 1                         | 1           |
| Ирландия       | 1                         | 1           |
| Австралия      | 1                         | 1           |
| Колумбия       | 1                         | 1           |

### Най-много етапни победи
| 1 | Еди Меркс      | 34 |
| 2 | Бернар Ино     | 28 |
| 3 | Марк Кавендиш  | 26 |
| 4 | Андре Ледюк    | 25 |
| 5 | Андре Даригад  | 22 |
| 6 | Николас Францт | 20 |

### Най-много етапни победи по нации
| 1 | Франция  | 696 |
| 2 | Белгия   | 468 |
| 3 | Италия   | 264 |
| 4 | Холандия | 168 |
| 5 | Испания  | 126 |
| 6 | Германия | 75  |

Най-млад победител:
- 19 години:  Франция: Анри Корне през 1904 г.

Най-възрастен победител:
- 36 години и 4 месеца:  Франция: Фермен Ламбо през 1922 г.